# Roger Herft
Roger Herft (* 11. Juli 1947 in Wattegama, Sri Lanka) ist ein australischer anglikanischer Geistlicher.

## Leben
Herft besuchte das Royal College in Colombo. Er studierte anglikanische Theologie an der University of Serampore. Von 1986 bis 1993 war Herft als Nachfolger von Brian Davis Bischof in der anglikanischen Diözese Waikato and Taranaki in Neuseeland. 1993 wurde Herft als Nachfolger von Alfred Charles Holland zum Bischof des Bistums Newcastle der Anglican Church of Australia geweiht. 2004 wurde er als Nachfolger von Peter Carnley Erzbischof des anglikanischen Erzbistums Perth. Im Februar 2018 wurde Kay Goldsworthy seine Nachfolgerin.
Herft ist verheiratet und hat zwei Kinder.

## Auszeichnungen und Preise (Auswahl)
- Order of Australia